# Humboldtstraße (Bremen)

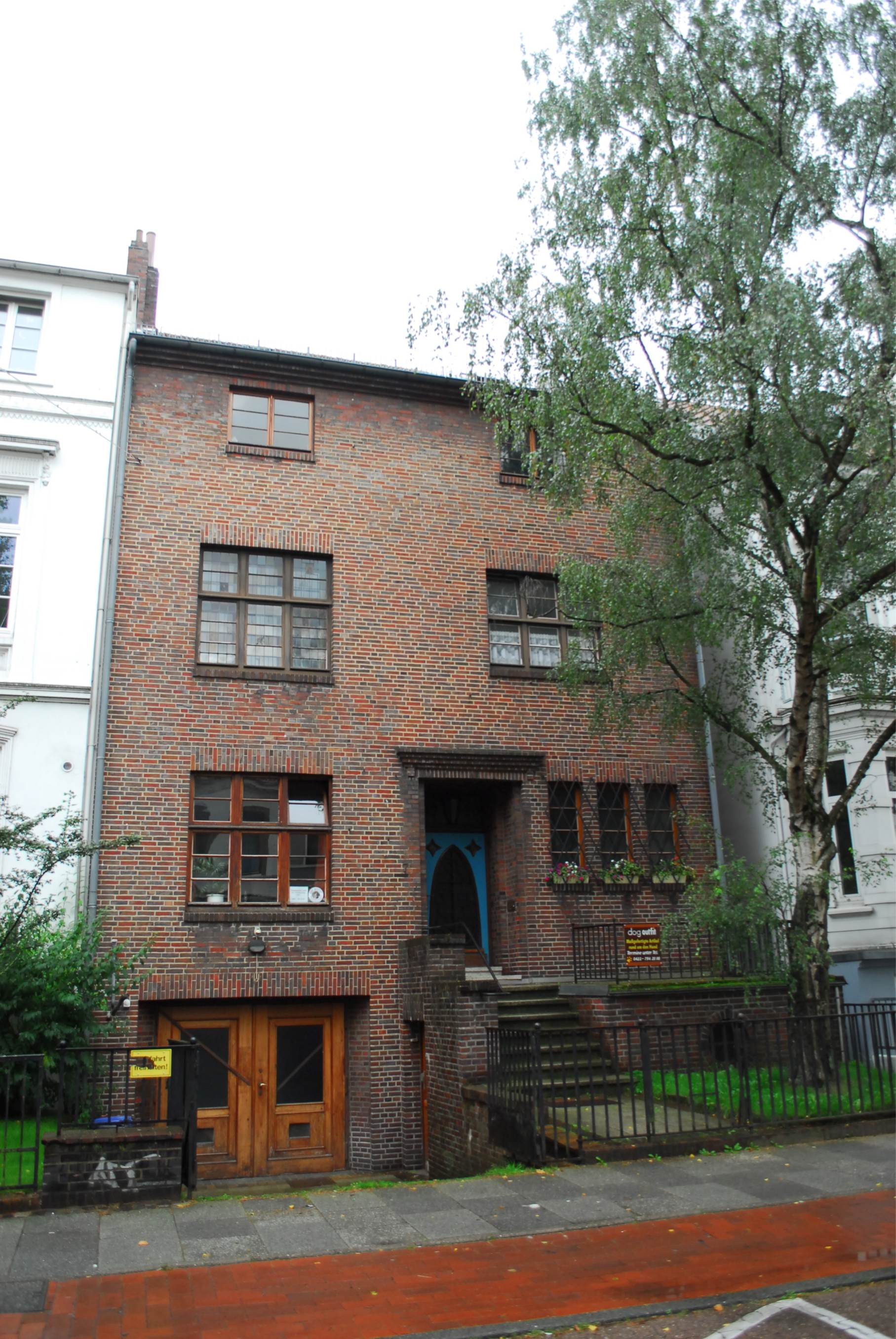
Nr. 7: Haus Dr. Perlia

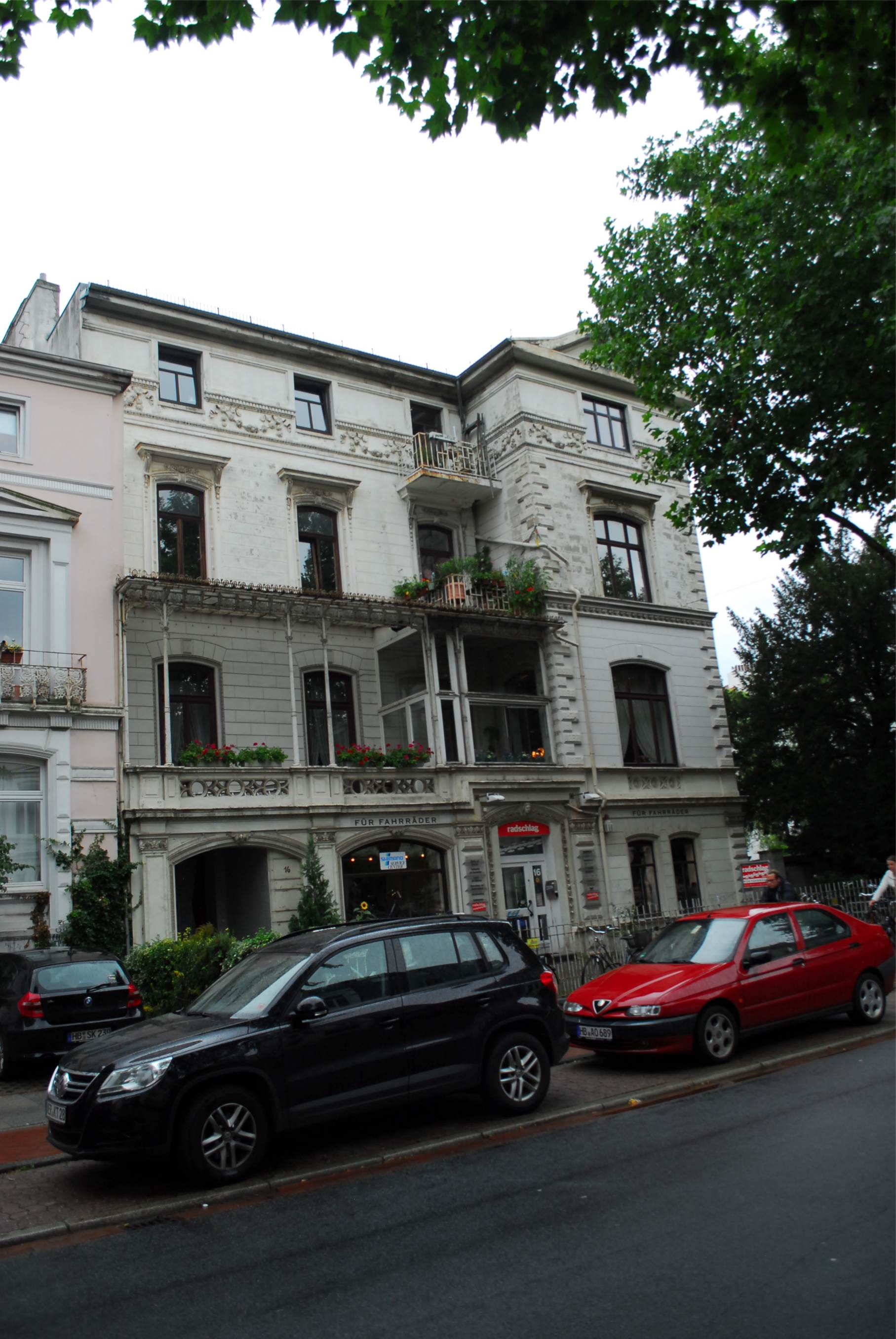
Nr. 16

Die Humboldtstraße ist eine Straße in Bremen im Stadtteil Östliche Vorstadt.
Sie verläuft in Ost-West-Richtung und bildet dabei die Grenze zwischen den Ortsteilen Steintor im Süden und Fesenfeld im Norden. Am westlichen Ende wird sie von der Straße Am Dobben begrenzt. Dahinter beginnt der Ortsteil Ostertor, die Straße wird etwas versetzt als Auf den Häfen fortgeführt, für den Autoverkehr als Einbahnstraße in Richtung Rembertikreisel. Am östlichen Ende wird sie von der St.-Jürgen-Straße begrenzt. Dahinter liegt das Klinikum Bremen-Mitte (ehemals: Zentralkrankenhaus St.-Jürgen-Straße, umgangssprachlich: St.-Jürgen-Krankenhaus) im Ortsteil Hulsberg.
Zur Benennung der Querstraßen siehe beim Link zu den Straßen sowie die Sankt-Jürgen-Straße nach dem Sankt-Jürgen Gasthaus und die Vagtstraße nach dem Hof Fesenfeld in der Pagentorner Feldmark.

## Geschichte
Der Dobben war ursprünglich ein Kanal, der Bremen von seinem Umland trennte und von der Weser bis zur heutigen Rembertistraße führte. Die einzige Übergangsmöglichkeit bestand an der heutigen Sielwallkreuzung. Er wurde 1864 zugeschüttet, in annähernd seiner alten Lage wurde die Straße Am Dobben gebaut. Bereits in den 1850er Jahren wurde ein Weg zum damals neuen St. Jürgen-Krankenhaus im Verlauf der heutigen Humboldtstraße angelegt, die dafür nötige Brücke über den Dobben kann nur wenige Jahre bestanden haben. Nach Zuschüttung des Dobbens wurde die Straße recht schnell bebaut, danach folgten die Nebenstraßen.
Seit 1881 ist das westliche Ende der Humboldtstraße durch die über Am Dobben fahrende Straßenbahn erreichbar. Zunächst war dies die Ringbahn der Großen Bremer Pferdebahn, die 1910 elektrifiziert und 1942 eingestellt wurde. Seit 1919 fährt hier die Linie 10 der Bremer Straßenbahn auf dem Weg vom Hauptbahnhof nach Vor dem Steintor. Zunächst fuhr sie weiter durch die St. Jürgen-Straße bis direkt vor das Krankenhaus, so dass sie die Humboldtstraße am östlichen Ende ein zweites Mal erreichte, dieser Abschnitt wurde allerdings 1963 eingestellt.

## Verkehr
Die Humboldtstraße wurde nach einer Kanalsanierung neu gestaltet und ist seit Anfang 2014 als Fahrradstraße ausgewiesen. Dazu wurden zur Förderung des Radverkehrs in Bremen folgende Maßnahmen umgesetzt:
- Die schmalen Radwege, die es hier vorher gab und die bis 1998 benutzungspflichtig waren, wurden entfernt und den Gehwegen zugeschlagen.
- Die Fußgängerampeln an den beiden Kreuzungen Horner Straße und Fehrfeld wurden entfernt.
- An den beiden genannten Kreuzungen wurden alle vier Einmündungen hochgepflastert.
- Die früher zur Entschleunigung eingeführte Rechts-vor-links-Regelung wurde an allen übrigen Einmündungen wieder aufgehoben zugunsten einer Vorfahrt für die Humboldtstraße.

Die Maßnahmen wurden im März 2012 auf einer Anwohnerversammlung angekündigt. Es wurde befürchtet, dass es durch die Entfernung der Ampeln zu Unfällen kommen würde, was jedoch nicht eingetreten ist.
Die Straßenbahn der Linie 10 fährt über Am Dobben und bedient dabei auch die Haltestelle Humboldtstraße am westlichen Ende der Straße.

## Gebäude

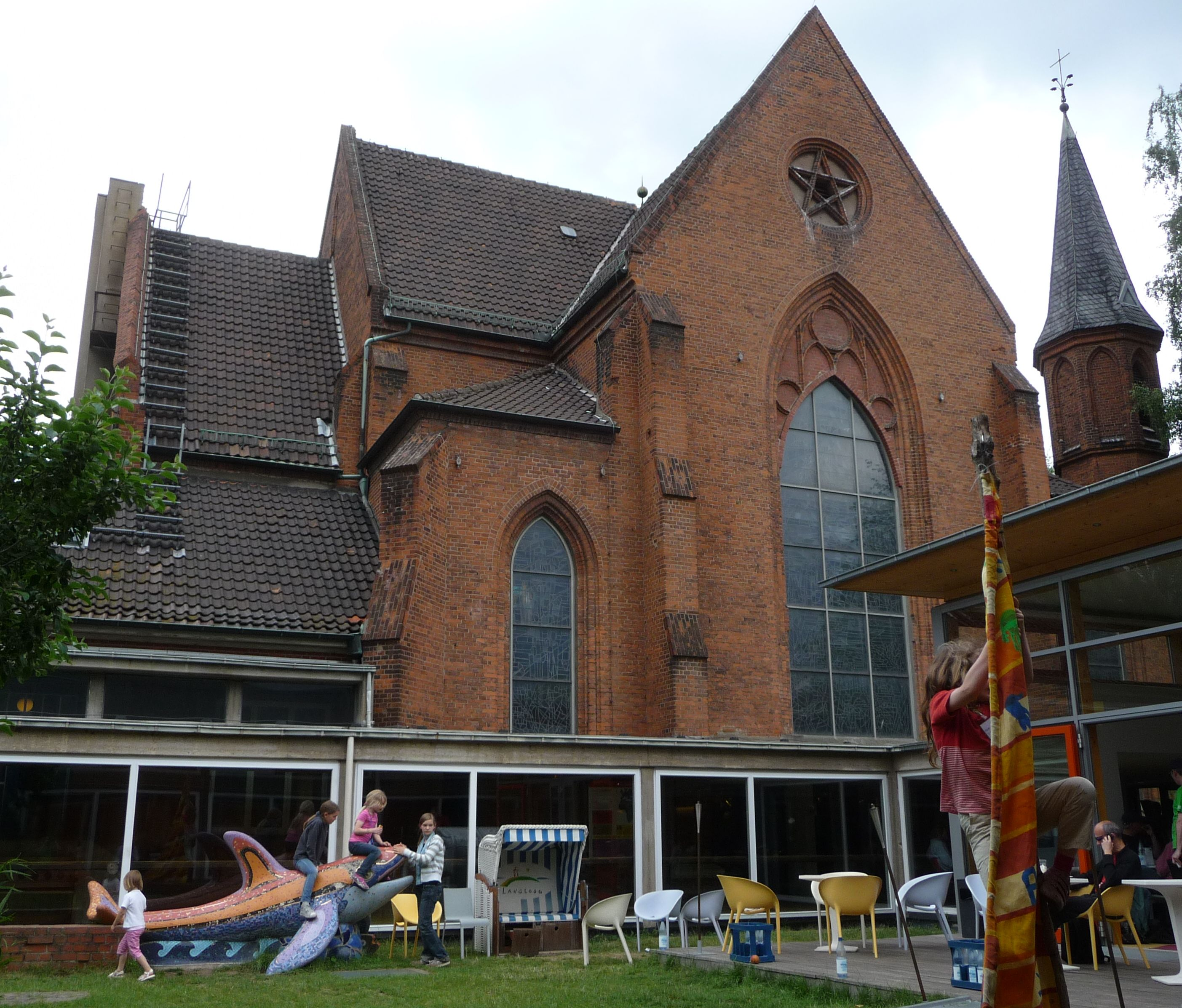
Friedenskirche

Die meisten Gebäude der Straße wie auch der angrenzenden Nebenstraßen sind Wohnhäuser und gehören zum Typ Bremer Haus.
- Nr. 7: 3-gesch. denkmalgeschütztes Haus Dr. Perlia von 1930 nach Plänen von Otto Blendermann für Franz Perlia und Umbauplänen (1938) von Eberhard Gildemeister[3]
- Nr. 16: 4-gesch. historisierendeS Wohnhaus Humboldtstraße 16 von 1864 nach Plänen von Gustav Runge[4]
- Nr. 175: Neogotische Friedenskirche  von 1869/70 nach Plänen von Simon Loschen von Johannes Rippe als Backsteinbau auf freiem Feld erbaut
- Erweiterungsbau Gesundheitsamt Bremen an der Ecke Horner Straße von 1999; an der Humboldtstraße kein Eingang
- Nr. 183: 3-gesch. denkmalgeschütztes Schulgebäude der ehemaligen Bremischen Taubstummenanstalt nach Plänen von Lüder Rutenberg, Umbauten von 1883 nach Plänen von Friedrich Wilhelm Rauschenberg[5]; heute Teil der Grundschule an der Lessingstraße